# Karolina M. Cern
Karolina M. Cern – polska filozof, dr hab. nauk humanistycznych, profesor uczelniany na Wydziale Filozoficznym Uniwersytetu im. Adama Mickiewicza w Poznaniu.

## Życiorys
Obroniła pracę doktorską w Instytucie Filozofii UAM. Pracowała na Politechnice Szczecińskiej i w Zachodniopomorskim Uniwersytecie Technologicznym w Szczecinie. 
Następnie została zatrudniona w Instytucie Filozofii UAM. 15 grudnia 2014 habilitowała się na podstawie pracy zatytułowanej The Counterfactual Yardstick. Normativity, Self-Constitutionalisation and the Public Sphere, w dyscyplinie filozofia, specjalność, filozofia prawa. Pracuje jako profesor uczelniany w Wydziale Filozoficznym Uniwersytetu im. Adama Mickiewicza w Poznaniu, gdzie od 2015 pełni funkcję prodziekana.

## Publikacje
- (2007) Koncepcja czasu wczesnego Heideggera[2];
- (2008) Ethos w życiu publicznym (wraz z Ewą Anną Nowak)[3];
- (2014) The Counterfactual Yardstick. Normativity, Self-Constitutionalisation and the Public Sphere[4].